# Florian Tománek
Florian Tománek, též Florián Tománek (2. května 1877 Borský Sv. Peter – 25. března 1948 Bratislava-Karlova Ves), byl slovenský římskokatolický kněz, československý politik a meziválečný poslanec Národního shromáždění za Hlinkovu slovenskou ľudovou stranu (před rokem 1925 oficiální název Slovenská ľudová strana).

## Biografie
Jeho otec se jmenoval Mikuláš Tomanek (* 1851, Borský Svätý Peter), matka Alžbeta Lasica (* 5. 11. 1859, Borský Svätý Mikuláš). Měl čtyři sourozence: Andreje (1875–1955), Jozefa (1879–1885), Annu (1882–1897) a Antona (1886–1887).[zdroj?] Profesí byl podle údajů k roku 1925 římskokatolickým knězem a redaktorem v Bratislavě.
Už před první světovou válkou se politicky angažoval. Podílel se na vydávání listu Slovenské ľudové noviny. V roce 1919 se jeho osoba stala jedním z důvodů, proč se Andrej Hlinka radikalizoval vůči Československu a pokusil se separátně prezentovat na mírové konferenci v Paříži státoprávní požadavky Slováků. 27. srpna 1919 ho totiž v Ružomberku navštívil ľudácký politik František Jehlička a informoval Hlinku o některých kontroverzních krocích československé moci na území Slovenska. Mezi nimi zmínil i fakt, že šéfredaktor Slovenských ľudových novin Florian Tománek byl internován v Ilavě a vydávání novin bylo zakázáno.
V letech 1918–1920 zasedal v Revolučním národním shromáždění v Praze jako člen slovenské delegace (slovenští poslanci tehdy ještě nebyli organizováni podle jednotlivých politických frakcí). V parlamentních volbách v roce 1920 získal poslanecké křeslo v Národním shromáždění. Zvolen byl na společné kandidátce Slovenské ľudové strany a celostátní Československé strany lidové. V roce 1921 ovšem slovenští poslanci vystoupili ze společného poslaneckého klubu a nadále již fungovali jako samostatná politická formace. V parlamentních volbách v roce 1925 mandát obhájil.
Koncem 20. let odešel z Hlinkovy strany. Během takzvané Tukovy aféry roku 1929 se totiž postavil na stranu Ferdiše Jurigy proti Tukovi, jehož článek Vacuum iuris zpochybnil ústavnost trvání československé moci na území Slovenska. Byl za to spolu s Jurigou ze strany vyloučen. Po zbytek funkčního parlamentu do roku 1929 v něm pak zasedal jako nezařazený poslanec.
V roce 1946 se stal členem předsednictva nově založené Strany Slobody, jež vznikla původně pod názvem Křesťansko-republikánská strana.